# Phloeophila ursula
Phloeophila ursula är en orkidéart som först beskrevs av Carlyle August Luer och Alexander Charles Hirtz, och fick sitt nu gällande namn av Carlyle August Luer. Phloeophila ursula ingår i släktet Phloeophila och familjen orkidéer. Inga underarter finns listade i Catalogue of Life.